# John Jumper
John Jumper (ur. w 1985 w Little Rock) – amerykański naukowiec pracujący w DeepMind, firmie należącej do Alphabet. Laureat Nagrody Nobla w dziedzinie chemii za rok 2024.
Jumper i jego współpracownicy stworzyli AlphaFold – model sztucznej inteligencji zdolny do przewidywania z dużą dokładnością struktur białek na podstawie ich sekwencji aminokwasów. Dzięki temu oprogramowaniu badacze byli w stanie przewidzieć struktury prawie wszystkich zidentyfikowanych białek, co przyczyniło się do m.in. lepszego zrozumienia zjawiska antybiotykooporności czy działania enzymów odpowiadających za rozkładanie plastiku. Do 2024 roku oprogramowanie to zostało wykorzystane około dwóch milionów razy i stało się jednym z podstawowych narzędzi wykorzystywanych w biologii strukturalnej. W 2023 roku nagrodzony Nagrodą im. Alberta Laskera w dziedzinie podstawowych badań medycznych. W 2024 r. za prace nad przewidywaniem struktury białek otrzymał wraz z Demisem Hassabisem Nagrodę Nobla w dziedzinie chemii.